# Nanda Kixor Pun
Nanda Kixor Pun (en nepalès: नन्दकिशोर पुन, Nanda Kishor Pun o Nanda Kishore Pun), amb el nom de guerra Pasang, (Rangsi, Nepal, c. 1966) és un polític i exmilitar nepalès d'ètnia magar, membre del comitè central del Partit Comunista del Nepal (Maoista) i comandant en cap de l'Exèrcit d'Alliberament Popular del Nepal entre 2008 i 2011.
Pun va néixer a Rangsi, al nord del districte de Rolpa del Nepal, l'any 1966 aproximadament.
S'inicià en política com a estudiant i ràpidament esdevingué membre del comitè de districte del Partit Comunista del Nepal (Centre d'Unitat). L'any 1990 es convertí en el president de districte de l'ala juvenil del partit. Quan el partit es dividí l'any 1994, es posicionà amb l'ala que es convertiria poc després en el Partit Comunista del Nepal (Maoista). La seva organització juvenil fou convertida en una milícia, que prengué part en l'inici de la Guerra Popular el febrer de 1996. Després de la formació de l'Exèrcit d'Alliberament Popular l'any 2001, esdevingué comandant del seu primer batalló. L'any 2004, després de l'assemblea plenària, l'EAP va passar a organitzar-se en tres divisions (occidental, oriental i central), encarregant-se ell d'aquesta darrera.
El 12 de setembre de 2008 fou escollit comandant en cap de l'Exèrcit d'Alliberament Popular pel PCN (Maoista), en substitució de Pratxanda, després que aquest fou escollit Primer Ministre del Nepal. El novembre de 2011 fou dissolt el càrrec en vistes al procés de pau que comportaria la fusió de l'EAP amb l'Exèrcit Reial del Nepal.
Com a polític, va esdevenir un dels diputats sorgits de la direcció militar. Durant la guerra, dirigí l'EAP en diverses batalles.
L'any 2012 li diagnosticaren complicacions renals que feien minvar la seva salut.